# Marta Milani
Pour les articles homonymes, voir Milani.
Marta Milani (née le 9 mars 1987 à Treviglio) est une athlète italienne, spécialiste du 400 m puis du 800 m.

## Biographie
Le record de Marta Milani était de 52 s 27, obtenu à Grosseto en juillet 2010, avant qu'elle ne se qualifie pour la finale des Championnats d'Europe d'athlétisme 2010 à Barcelone où elle s'améliore nettement en 51 s 87. Elle a remporté la demi-finale du relais 4 × 400 m en courant sa fraction lancée en 51 s 63, puis en battant le record italien en 3 min 25 s 71 en finale (3e), avec Chiara Bazzoni, Maria Enrica Spacca et Libania Grenot. Elle appartient à l'Esercito italiano. En 2011, son meilleur temps est de 52 s 02 et elle est la seule italienne qualifiée pour Daegu dans le domaine du sprint (hommes et femmes confondus). Elle passe ensuite au double tour de piste et obtient un record de 2 min 1 s 35 le 17 juillet 2012 à Lignano Sabbiadoro.

## Palmarès
| Date | Compétition                    | Lieu      | Résultat | Épreuve   | Temps         |
| ---- | ------------------------------ | --------- | -------- | --------- | ------------- |
| 2010 | Championnats d’Europe          | Barcelone | 6e       | 400 m     | 51 s 87       |
| 2010 | Championnats d’Europe          | Barcelone | 3e       | 4 × 400 m | 3 min 25 s 71 |
| 2011 | Championnats d’Europe en salle | Paris     | 6e       | 400 m     | 53 s 23       |
| 2011 | Championnats d’Europe en salle | Paris     | 4e       | 4 × 400 m | 3 min 33 s 80 |
| 2019 | Championnats d'Europe en salle | Glasgow   | 3e       | 4 x 400 m | 3 min 31 s 90 |

## Records
| Épreuve | Temps   | Lieu  | Date         |
| ------- | ------- | ----- | ------------ |
| 400 m   | 51 s 86 | Daegu | 28 août 2011 |

| Épreuve | Performance | Lieu   | Date            |
| ------- | ----------- | ------ | --------------- |
| 400 m   | 53 s 09     | Ancône | 19 février 2011 |